# Knippertzmühle
Die Knippertzmühle war eine Wassermühle mit einem unterschlächtigen Wasserrad.

## Geographie
Die Knippertzmühle hatte ihren Standort zwischen Rickelrath und Peel am Südrand des NATO-Hauptquartiers in der Nähe vom Eichhof an der Eichhofstraße. Der Mühle vorgelagert war ein Weiher, der heute den Zweck eines Regenrückhaltebeckens erfüllt. Der Wasserspiegel liegt heute bei 59 m ü. NN. Die Mühle lag im sogenannten Dreiländereck, denn hier liegen der ehemalige Kreis Kempen, der Kreis Heinsberg und die Stadt Mönchengladbach zusammen. Der Regierungsbezirk Düsseldorf grenzt dort an den ehemaligen Regierungsbezirk Aachen. Ein Teil der Mühle lag im Bereich der Stadt Wegberg.

## Gewässer
Die Knippertzmühle lag am Knippertzbach, der in Rheindahlen an der Broicher Straße beginnt und in der Nähe der Papelter Mühle in die Schwalm fließt. Der Knippertzbach hat eine Länge von 6705 Metern. Der Bachbeginn liegt bei 65 m ü. NN, die Mündung in die Schwalm in der Nähe von Schwaam bei 49 m ü. NN. Etwa einen Kilometer vor der Mündung in die Schwalm nimmt der Knippertzbach den Hellbach auf, der zur Oberflächenentwässerung aus dem Raume Leloh und NATO-Hauptquartier dient. Die Pflege und Unterhaltung des Gewässers obliegt dem Schwalmverband, der in Brüggen seinen Sitz hat.

## Geschichte
Zu den ganz wenigen Mühlen im Schwalmtal, die außer einem kleinen Weiher nichts mehr hinterlassen haben, zählt die Knippertzmühle. Schon 1920 wurde sie von der öffentlichen Hand aufgekauft und wegen Baufälligkeit abgebrochen.
Bach, Mühle und Müller trugen mindestens seit Anfang des 19. Jahrhunderts denselben Namen, was auf eine lange Zusammengehörigkeit hinweist. Sie war eine Öl- und Mahlmühle mit einem unterschlächtigen Mühlrad mit einem Weiher. In der Ferrariskarte „Cruchten“ von 1771 ist die Mühle mit Knippers Meulen genannt. Schon 1223 gab es einen Streit zwischen dem Kölner Domkapitel und Otto I. von Hochstaden-Wickrath, über die Waidgerechtigkeit und diese Mühle. Weitere Informationen über die Mühle liegen nicht vor, es ist aber bekannt, dass sie ein unterschlächtiges Wasserrad besaß und 1830 bei amtlichen Ermittlungen als Mahlmühle registriert wurde. Der Müller Johann Heinrich Knippertz war der letzte, der die Mühle bis zum Anfang des 20. Jahrhunderts bewirtschaftete. Um das Jahr 1920 wurde die mittlerweile stillgelegte Mühle an die Stadt Rheindahlen verkauft. Da das Mauerwerk durchfeuchtet war, wurde das Gebäude im Jahr 1922 wegen Baufälligkeit abgerissen.

Knippertzmühle um 1760
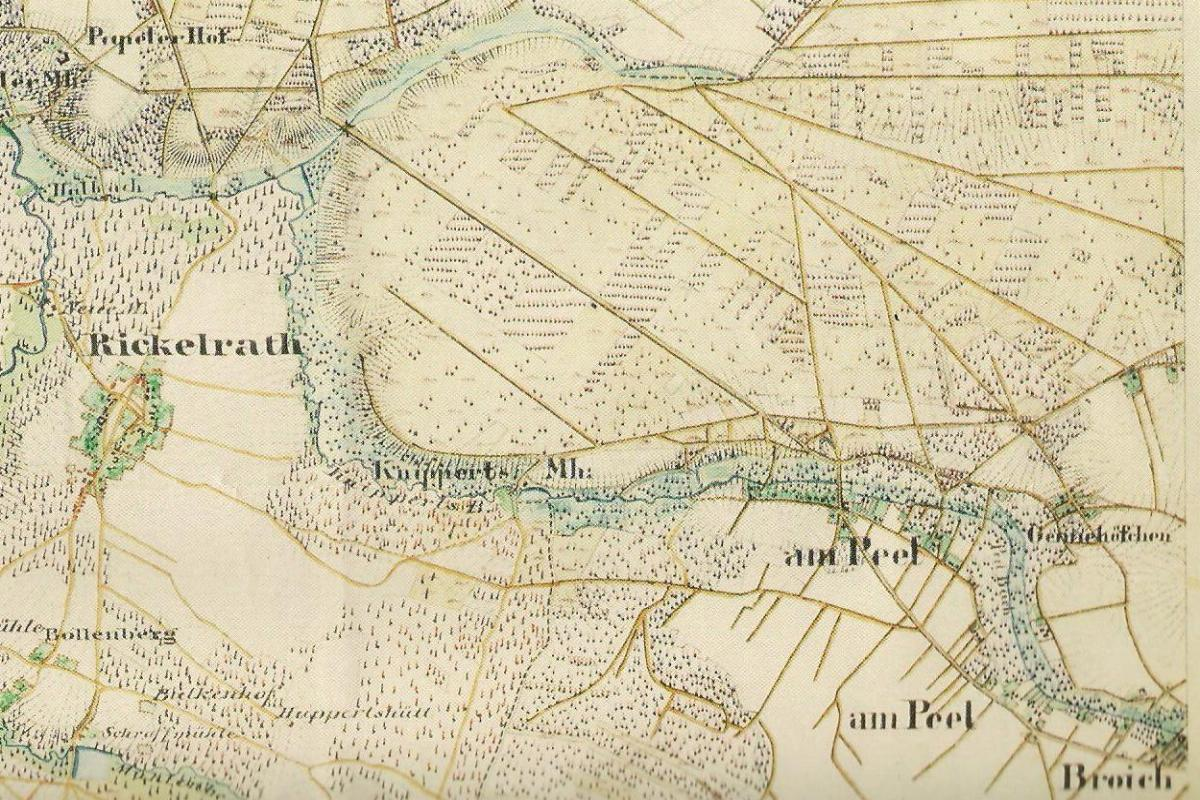
Preußische Uraufnahme 1844
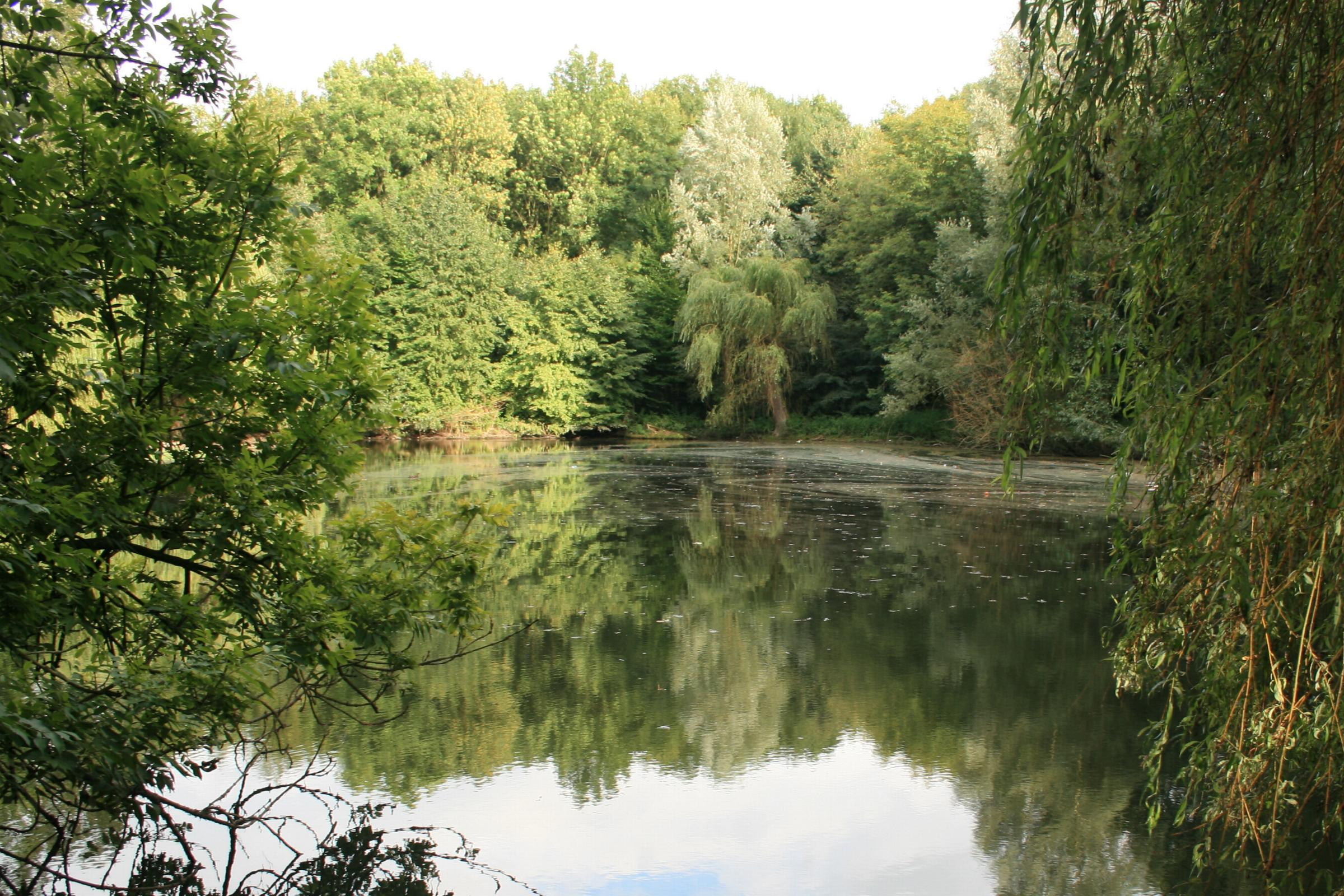
Mühlenteich der Knippertzmühle
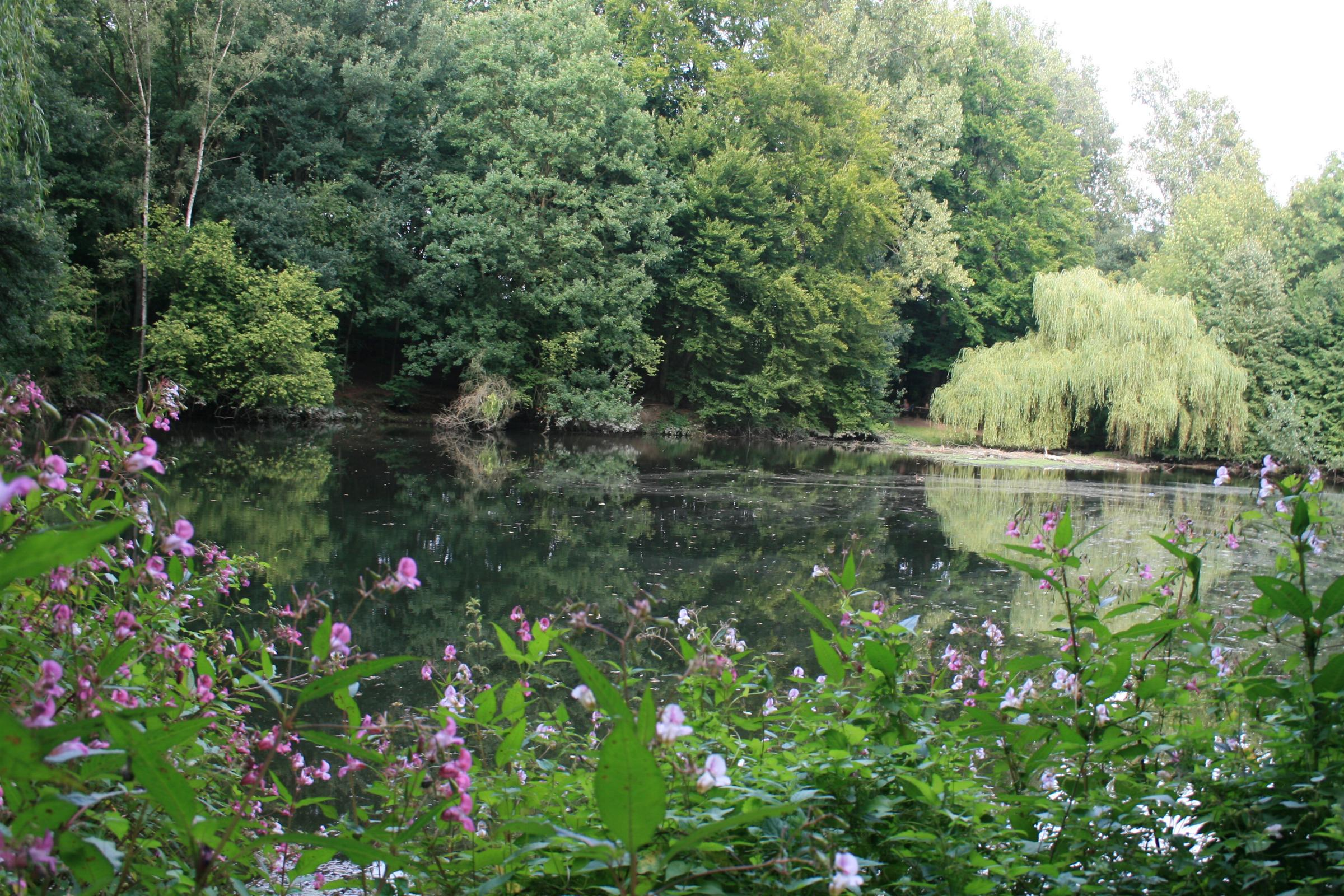
Mühlenteich als Regenrückhaltebecken